# Learjet 40
De Learjet 40 is een privéjet dat werd gebouwd door Bombardier Aerospaces Learjet divisie. Het vliegtuig werd gelanceerd in januari 2004 ter vervanging van de Learjet 31A.

## Geschiedenis
De Learjet 40 werd afgeleid van de 45 met een 60 cm kortere romp, verbeterde prestaties en meer comfort.
Het eerste prototype was een omgebouwde 45 en vloog eerst in augustus 2002. Het eerste productietoestel maakte enkele dagen later de eerste vlucht.
In oktober 2004 werd de verbeterde Learjet 40XR geïntroduceerd. Deze had een hoger startgewicht en vloog en klom sneller dankzij verbeterde motoren.